# 副神經
副神經（accessory nerve）是第11對腦神經，編號XI。它又可分成顱根（Cranial root）和脊髓根（Spinal root）兩條分支。其中顱根和迷走神經的分支伴行，走向咽喉。脊髓根則和數條頸神經分支合流，支配胸鎖乳突肌以及斜方肌的運動。
颅根的纤维为特殊内脏运动纤维，起自疑核，自迷走神经根下方出脑后与脊髓根同行，经颈静脉孔出颅，加入迷走神经，支配咽喉肌。脊髓根的纤维为特殊内脏运动纤维，起自脊髓颈部的副神经脊髓核，由脊神经前后根之间出脊髓，在椎管内上行，经枕骨大孔入颅腔，与颅根汇合一起出颅腔。出颅腔后，又与颅根分开，绕颈内静脉行向外下，经胸锁乳突肌深面继续向外下斜行进入斜方肌深面，分支支配此二肌。

## 外部連結
解剖學(Anatomy)-腦神經(cranial nerve)-CN XI(副神經) （页面存档备份，存于）